# اس‌جی
اس‌جی (انگلیسی: SJ AB) شرکت دولتی ترابری ریلی سوئدی است، که در سال ۲۰۰۱ توسط دولت سوئد تأسیس شد.